# 特別刑事法院
特別刑事法院（英語：Special Criminal Court，簡稱)；愛爾蘭語：）為愛爾蘭無陪審團的刑事法院，負責審理恐怖主義及嚴重的組織犯罪的案件。

## 司法基礎
在"普通法院不足以有效確保司法的運作"時，愛爾蘭憲法第38條授權愛爾蘭眾議院建立具有廣泛權力的"特別法院"。
《1939至1998年反國家法罪行法令》設立了審判某些罪行的特別刑事法院。"表列罪行"的範圍載於"1972年違反國家法罪行(表列罪行)"，內容包括以下罪行：
- 1861年的“惡意損害法”Malicious Damage Act, 1861
- 1883年爆裂物法（英语：Explosive Substances Act 1883）
- 1925年至1971年的槍支法案
- 1939年至1998年違反國家法罪行（英语：Offences against the State Acts 1939–1998）

行政立法性文件集(Statutory Instrument)在同年晚些時候亦增加了一些罪行的類別，具體如下：
- 1875年共謀及財產保護法（英语：Conspiracy and Protection of Property Act 1875）的 s.7 項。

1991年刑事損害法的罪行也已表列。
- 2005年刑事司法（恐怖主義罪行）[3]

### 表列罪行
法律所涵蓋的罪行稱為"表列罪行"(scheduled offences)。
由於依據1939年至1998年違反國家法罪行第47(2)條，總檢察長據其認為普通法院“對犯某些罪行之人的起訴不足以有效確保司法的運作”，故而特別刑事法院即可對此類非表列罪行擁有管轄權。檢察長（DPP）通過授權行使這些非表列罪行之權力。

## 延伸閱讀
- Seosamh Ó Longaigh, Emergency Law in Independent Ireland, 1922–1948 (ISBN 1-85182-922-9)

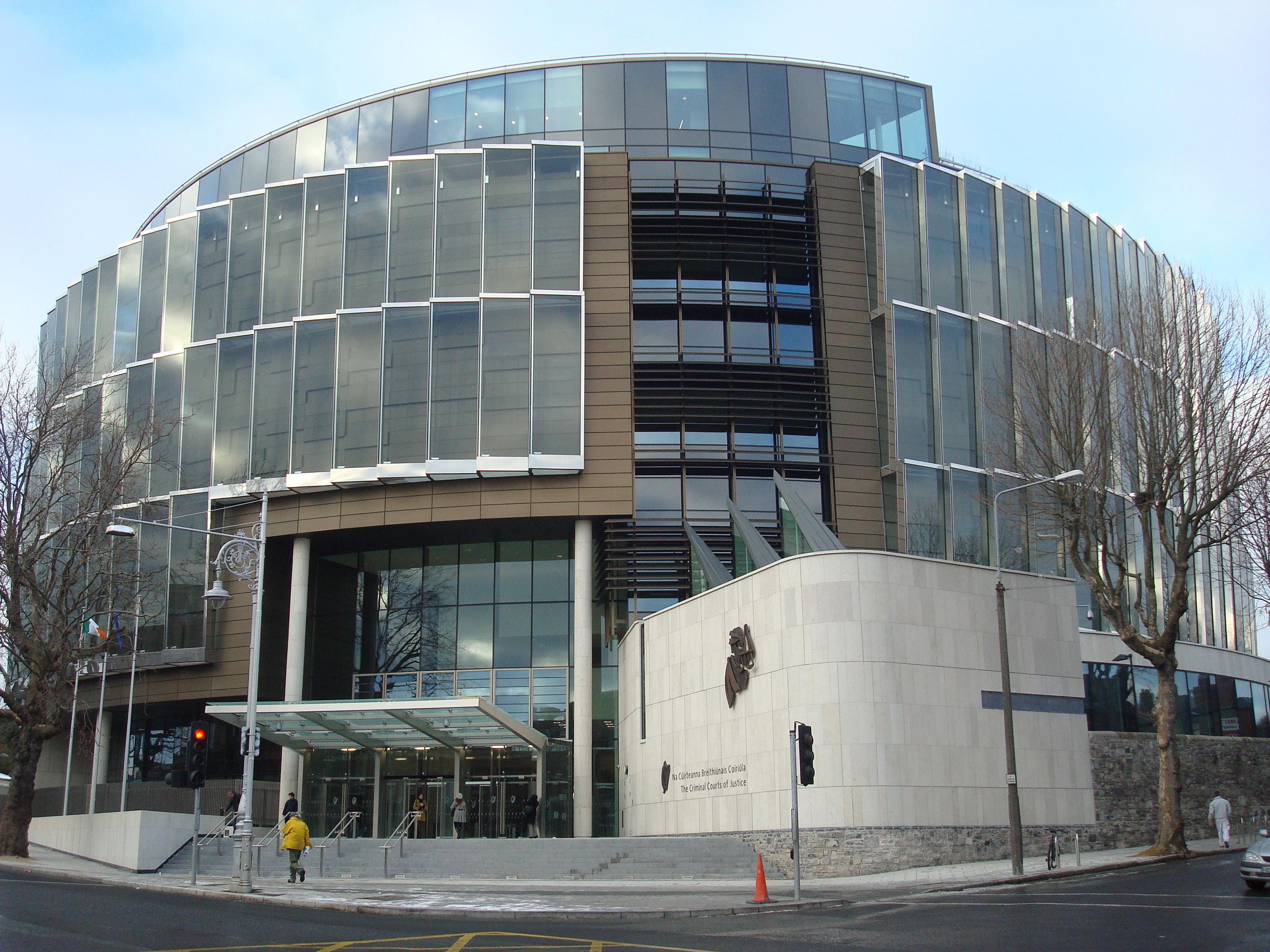
特別刑事法院案件通常在都柏林的都柏林刑事法院大樓進行審理.

- Fergal F Davis, The History and Development of the Special Criminal Court (ISBN 978-1-84682-013-7)

## 參閱
- 愛爾蘭共和國司法機構（英语：Judiciary of the Republic of Ireland）
- 特別偵查隊（英语：Special Detective Unit）(Garda Special Detective Unit)
- 迪普洛克法院 — 北愛爾蘭相當級別的特別刑事法院
- 都柏林刑事法院（英语：Criminal Courts of Justice, Dublin）

## 外部連結
- Special Criminal Court : THE COURTS: : Courts Service of Ireland （页面存档备份，存于）
- Special Criminal Court · TheJournal.ie （页面存档备份，存于）
- Special Criminal Court | The Irish Times （页面存档备份，存于）